# Peter Nero

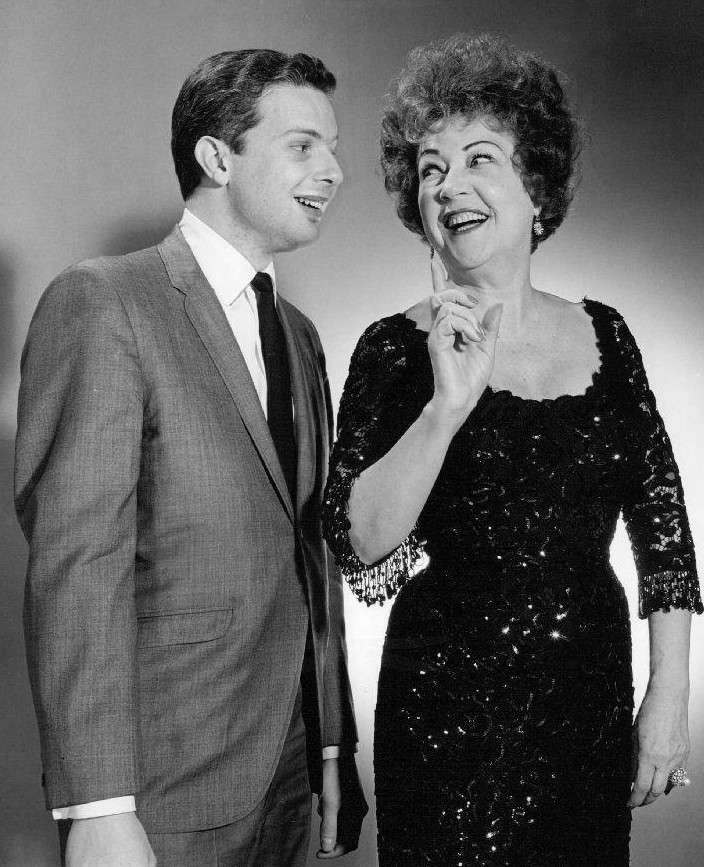
Peter Nero und Ethel Merman bei Bell Telephone Hour (1964)

Peter Nero (* 22. Mai 1934 als Bernard Nierow in Brooklyn, New York City; † 6. Juli 2023 in Eustis, Florida) war ein amerikanischer Pianist und Dirigent, der im Bereich des Jazz und des Easy Listening bekannt wurde.

## Biografie
Peter Nero wurde am 22. Mai 1934 als Bernard Nierow in Brooklyn, einem Stadtteil von New York City, geboren. Mit sieben Jahren begann er, Musikunterricht zu nehmen, und mit 14 Jahren wurde er als Schüler in der High School of Music & Art in New York mit einem Stipendium der Juilliard School of Music als Schüler aufgenommen. 1957 nahm er als Bernie Nerow Trio für das Label Mode eine LP in Los Angeles auf; 1958 spielte er mit dem Red Norvo Septet (Windjammer City Style).
1961 nahm er als Peter Nero mit Piano Forte sein erstes Album auf und gewann den Grammy Award im Folgejahr als Best New Artist. Seinen zweiten Grammy gewann er 1963 in der Kategorie Best Performance by an Orchestra or Instrumentalist with Orchestra für sein Album The Colorful Peter Nero. Gemeinsam mit seinem Label RCA Records nahm er 23 Alben auf, danach wechselte er zu Columbia Records und veröffentlichte zahlreiche weitere Alben, darunter 1973 den Titelsong und den Soundtrack zu dem Film Summer of ’42.
Mit 17 Jahren hatte Nero seinen ersten Fernseherfolg mit seiner Aufführung von Rhapsody in Blue, der bekanntesten Komposition von George Gershwin, bei einer Fernsehshow von Paul Whiteman. Im Laufe seiner Karriere hatte er zahlreiche weitere Auftritte, unter anderem mehrfach in der Ed Sullivan Show sowie der Tonight Show von Johnny Carson. Neben zwei Grammy-Gewinnen und zahlreichen Nominierungen sowie mehreren weiteren Awards erhielt Peter Nero weitere zahlreiche Ehrungen für seine Arbeit. So wurde er mit mehreren Ehrendoktorschaften, dem International Society of Performing Arts Presenters Award für „Excellence in the Arts“, dem Lincoln Award und dem Pennsylvania Distinguished Arts Award ausgezeichnet.
Am 6. Juli 2023 verstarb Peter Nero im Alter von 89 Jahren in Eustis, Florida.

## Diskografie

### Alben
| Jahr | Titel                                                   | Höchstplatzierung, Gesamtwochen, AuszeichnungChartsChartplatzierungen (Jahr, Titel, Platzierungen, Wochen, Auszeichnungen, Anmerkungen) | Anmerkungen |
| Jahr | Titel                                                   | US | Anmerkungen |
| ---- | ------------------------------------------------------- | --- | ----------- |
| 1961 | Piano Forte                                             | US34 (22 Wo.)US |             |
| 1961 | New Piano in Town                                       | US32 (62 Wo.)US |             |
| 1962 | Young and Warm and Wonderful                            | US22 (19 Wo.)US |             |
| 1962 | For The Nero Minded                                     | US16 (38 Wo.)US |             |
| 1963 | The Colorful Peter Nero                                 | US41 (7 Wo.)US |             |
| 1963 | Hail The Conquering Nero                                | US5 (28 Wo.)US |             |
| 1963 | Peter Nero In Person                                    | US31 (23 Wo.)US |             |
| 1964 | Sunday In New York                                      | US133 (4 Wo.)US |             |
| 1964 | Reflections                                             | US38 (26 Wo.)US |             |
| 1964 | Songs You Won’t Forget                                  | US42 (21 Wo.)US |             |
| 1965 | The Best of Peter Nero                                  | US123 (4 Wo.)US |             |
| 1965 | Career Girls                                            | US147 (3 Wo.)US |             |
| 1965 | Nero Goes Pops                                          | US86 (16 Wo.)US |             |
| 1966 | The Screen Scene                                        | US114 (6 Wo.)US |             |
| 1966 | Peter Nero-Up Close                                     | US141 (3 Wo.)US |             |
| 1967 | Peter Nero Plays Born Free and Others                   | US193 (2 Wo.)US |             |
| 1968 | Peter Nero Plays Love Is Blue and Ten Other Great Songs | US180 (4 Wo.)US |             |
| 1969 | I’ve Gotta Be Me                                        | US193 (3 Wo.)US |             |
| 1972 | Summer of ’42                                           | US23 Gold · (27 Wo.)US |             |

Weitere Alben
- 1966: On Tour
- 1967: Nero-ing on the Hits
- 1967: Salute to Herb Albert
- 1967: Tender is the Night
- 1967: Xochimilco
- 1968: Fantasy and Improvisations
- 1968: If Ever I Would Leave You
- 1968: Impressions
- 1969: Love Trip
- 1969: Midnight Cowboy
- 1970: I’ll Never Fall in Love Again
- 1970: Love Story
- 1970: Presenting the Very Talented Peter Nero
- 1972: The First Time Ever I Saw Your Face
- 1972: Great Songs from the Movies
- 1972: Peter Nero Plays Music from Great Motion Pictures
- 1972: This is Peter Nero
- 1973: Music Festival of Hits
- 1973: Say Has Anybody Seen My Sweet Gypsy Rose
- 1973: The World of Peter Nero
- 1974: Peter Nero’s Greatest Hits
- 1975: Disco Dance and Love Themes from the 70s
- 1975: Peter Nero Plays the Best
- 1976: Wives and Lovers
- 1977: Now: Peter Nero Plays the Music of Duke Ellington
- 1977: The Wiz
- 1982: Peter Goes Pop
- 1987: The Sounds of Love
- 1990: Anything But Lonely
- 1990: Plays The Music Of Duke Ellington
- 1991: Classic Connections
- 1992: Digital Compact Classics
- 1993: My Way
- 1994: Peter Nero & Friends – It Had To Be You, u. a. mit Doc Severinsen, Grover Washington, Jr., Michael Barnett, Steve Pemberton
- 1996: All The Things You Are
- 1996: Love Songs For a Rainy Day
- 1997: More In Love
- 2001: Holiday Pops
- 2001: On My Own

### Singles
| Jahr | Titel Album                              | Höchstplatzierung, Gesamtwochen, AuszeichnungChartsChartplatzierungen (Jahr, Titel, Album, Platzierungen, Wochen, Auszeichnungen, Anmerkungen) | Anmerkungen |
| Jahr | Titel Album                              | US | Anmerkungen |
| ---- | ---------------------------------------- | --- | ----------- |
| 1971 | Theme From "Summer Of ’42" Summer of ’42 | US21 (13 Wo.)US |             |